# Esteve Dolsa
Esteve Dolsa Montaña (ur. 17 marca 1936, zm. 22 listopada 2007 w Coll de Montaner) – andorski strzelec, olimpijczyk. Brał udział w igrzyskach w roku 1976 (Montreal). Nie zdobył żadnych medali.
Zginął w wypadku podczas polowania.

## Letnie Igrzyska Olimpijskie 1976 w Montrealu
| Konkurencja | Wynik       | Miejsce | Źródło |
| ----------- | ----------- | ------- | ------ |
| Trap        | 159 punktów | 35.     | [ 2 ]  |